# Стаффорд, Генри, 2-й барон Стаффорд
Генри Стаффорд (англ. Henry Stafford; до 1527 — 1 января 1565) — английский аристократ, депутат Палаты общин в 1555 году, 2-й барон Стаффорд с 1563 года.

## Биография
Генри Стаффорд принадлежал к одному из самых знатных и влиятельных семейств Англии, представители которого заседали в парламенте с 1299 года. По женской линии Стаффорды происходили от младшего сына короля Эдуарда III; они владели обширными землями (главным образом на юго-западе королевства) и рядом титулов, включая герцогский. Однако деда Генри, 3-го герцога Бекингема, в 1521 году казнили за измену, а его владения и титулы конфисковали, так что Стаффорды выбыли из состава аристократической элиты.
Генри родился до 1527 года в семье единственного сына герцога (тоже Генри) и его жены Урсулы де Поул. По матери он происходил от Йоркской королевской династии и по обеим линиям был довольно близким родственником Тюдоров — троюродным племянником Генриха VIII. Отец Генри получил от короны часть семейных владений, а в 1547 году занял место в Палате лордов как 1-й барон Стаффорд. Генри-младший 2 октября 1553 года, в день коронации Марии I, был посвящён в рыцари. В том же году он дважды выдвигал свою кандидатуру в Палату общин как рыцарь от Стаффордшира, но оба раза проигрывал выборы (барон в связи с этим заявлял, что результаты голосования сфальсифицированы и что его сын «избран всем графством»). В 1554 году сэр Генри был назначен мировым судьёй в Шропшире, а в 1555 году стал, наконец, депутатом парламента от города Стаффорд. В 1563 году, после смерти отца, он унаследовал земли и титул, но сам умер спустя полтора года (1 января 1565).
Брак сэра Генри с Элизабет Дэви остался бездетным, так что 3-м бароном Стаффордом стал брат умершего Эдуард.